# Ksar Ait-Ben-Hadu
Ksar Ait-Ben-Haddou (arabsko آيت بن حدّو) je zgodovinski ighrem ali ksar (utrjena vas) ob nekdanji karavanski poti med Saharo in Marakešem v Maroku. Velja za odličen primer maroške arhitekture iz zemeljske gline in je od leta 1987 na Unescovem seznamu svetovne dediščine.

## Zgodovina
Ksar je bilo utrjeno mesto od 11. stoletja v obdobju Almoravidov. Nobena od sedanjih stavb naj ne bi bila izpred 17. stoletja, vendar so bile verjetno zgrajene z enakimi metodami gradnje in načrti, kot so bili uporabljeni stoletja prej. Strateški pomen mesta je bil posledica njegove lokacije v dolini Ounila ob eni od glavnih čezsaharskih trgovskih poti. Prelaz Tizi n'Tichka, ki je bil dosežen po tej poti, je bil ena redkih poti čez gorovje Atlas, ki je prečkala Marakeš in dolino reke Draa na robu Sahare. Druge kazbe in ksar so bile vzdolž te poti, kot je bližnji Tamdaght na severu.
Danes je sam ksar le redko poseljen z nekaj družinami. Depopulacija skozi čas je posledica izgube strateškega pomena doline v 20. stoletju. Večina lokalnih prebivalcev zdaj živi v modernih bivališčih v vasi na drugi strani reke in se preživlja s kmetijstvom in predvsem s turistično trgovino. Leta 2011 je bil dokončan nov most za pešce, ki povezuje stari ksar z moderno vasjo, s ciljem narediti ksar bolj dostopen in potencialno spodbuditi prebivalce, da se preselijo nazaj v njegove zgodovinske hiše.
Mesto je poškodoval potres septembra 2023, ki je prizadel južni Maroko. Zgodnja ocena škode je poročala o razpokah in delnih zrušitvah, s tveganjem nadaljnjih zrušitev.

## Opis

### Lega
Ksar stoji na pobočju hriba ob reki Ounila (Asif Ounila). Stavbe v vasi so združene znotraj obrambnega zidu, ki vključuje vogalne stolpe in vrata. Vključujejo bivališča različnih velikosti, od skromnih hiš do visokih stavb s stolpi. Nekatere stavbe so v zgornjem delu okrašene z geometrijskimi motivi. Vas ima tudi številne javne ali skupnostne stavbe, kot so mošeja, karavanseraj, več kazb (gradu podobna utrdba) in Marabout Sidi Ali ali Amer. Na vrhu hriba, ki gleda na ksar, so ostanki velike utrjene kašče (agadir). Obstajajo tudi javni trg, muslimansko pokopališče in judovsko pokopališče. Zunaj ksarskega obzidja je bil prostor, kjer so gojili in mlatili žito.

### Gradbeni materiali
Strukture ksarja so v celoti izdelane iz nabite zemlje, opeke, glinenih opek in lesa. Nabita zemlja (znana tudi kot pisé, tabia ali al-luh) je bila zelo praktičen in stroškovno učinkovit material, vendar je zahtevala stalno vzdrževanje. Narejena je bila iz stisnjene zemlje in blata, običajno pomešana z drugimi materiali za pomoč pri oprijemu. Strukture Ait Ben-Haduja in drugih kazb in ksarjev v tej regiji Maroka so običajno uporabljale mešanico zemlje in slame, ki je bila razmeroma prepustna in jo je dež sčasoma zlahka erodiral.] Posledično lahko tovrstne vasi začnejo propadati le nekaj desetletij po tem, ko so bile zapuščene. V Ait Ben-Haduju so bile višje konstrukcije do prvega nadstropja narejene iz nabite zemlje, medtem ko so bila zgornja nadstropja izdelana iz lažje opeke, da se zmanjša obremenitev sten.

## Ohranjanje
Ksar je bil v sodobnem času precej obnovljen, delno zaradi njegove uporabe kot hollywoodske snemalne lokacije in njegovega vpisa na Unescov seznam svetovne dediščine leta 1987. UNESCO poroča, da je ksar »ohranil svojo arhitekturno avtentičnost glede konfiguracije in materialov« z nadaljnjo uporabo tradicionalnih gradbenih materialov in tehnik ter z velikim izogibanjem novim betonskim konstrukcijam. Lokalni odbor je zadolžen za spremljanje in upravljanje mesta.